# Орден Плеяд (Иран)
Орден Плеяд (перс. نشان هفتپیکر‎, Nishân-i-Haftpaykar), может быть  переведено как "Семизначный значок", "семь портретов или "семь красавиц", также называемый орденом Хафт Пайкар, был дамским орденом бывшего имперского государства Иран династии Пехлеви.

## История
Орден был учрежден не позднее 1955 года последним правителем Ирана, Шахиншах Мохаммадом Резой Пехлеви. В 1959-67 годах он состоял из двух, а с 1967 года — из трех классов (1-й класс, 2-й класс и 3-й класс) и вручался женщинам высокого статуса, заслужившим особое признание или заметную признательность Шаха.
Считается, что Орден чествует Сорайю Эсфандиари-Бахтиари, вторую жену бывшего шаха Мохаммеда Резы Пехлеви. Название ордена относится к Плеядам, звездному скоплению, расположенному в созвездии Тельца. Сорайя — арабское женское имя, его персидский аналог - Парвин (перс. پروین‎) — «Плеяды».
Орден был упразднен Исламской Республикой Иран после падения последнего шаха. С тех пор орден просто продолжает оставаться Орденом королевской семьи, и императрица Фарах Пехлеви, третья жена и вдова шаха Мухаммеда Резы Пехлеви, все ещё является кавалером этого ордена.

## Степени ордена
- Первый класс — предназначался для женщин-супруг правящих монархов. На правом плече-пояс с подвеской. В 1955—59 годах значок большего размера носился из лука того же цвета и материала, что и пояс, приколотый к левому плечу. Знак отличия первого класса с самого начала включает в себя нагрудную звезду, но от наплечного знака для этого класса отказались не позднее 1959 года.
- Второй класс — вручался только королевским принцессам или первым леди. Знак отличия второго класса состоит из нагрудной звезды, пояса и нагрудного знака, но никакого наплечного знака не прилагается.
- Третьим классом — награждали женщин из императорского дома или дам высокого ранга. Знак отличия этого класса состоит только из значка, который похож на значок 2-го класса, но меньшего размера. Его носят подвешенным на банте.

К ордену прилагаются три медали: первой степени в золоте, второй степени в золоте и серебре и третьей степени в серебре. Они обычно вручались женщинам — членам императорского дома за долгую или верную службу. Медали носят подвешенными к банту.

## Орден
Орденский знак первого класса представляет собой круглый медальон из золота с позолотой, обрамлённый шестью открытыми орнаментами, выполненными в виде больших двойных золотых петель; между орнаментами оформлен частично белыми эмалевыми, мелкими узорами в форме ракушек. Центральный диск выполнен из голубой эмали, на нем — семь золотых звезд, изображающих звездное скопление Плеяд. Кроме того, сам диск обведён белым эмалевым и золотым кольцом с двадцатью четырьмя звездами на нем из золота и бриллиантов. Сверху диск стилизован имперской короной Пехлеви, покрытой эмалью в различных цветах и усыпан гранатами и бриллиантами.
Наплечный значок похож на значок пояса, но размером больше.
Нагрудный знак второго класса почти идентичен нагрудному знаку первого класса, но  медальон и звезды на нем выполнены только из серебра с позолотой. Аналогично, коронка покрыта эмалью без карбункулов и бриллиантов.
Орден состоит из синего эмалированного центрального диска, на котором размещены семь золотых звезд, увенчанных бриллиантами, представляющих собой звезды скопления Плеяд. Диск окружен белой эмалью и золотым кольцом с двадцатью четырьмя звездами на нем, сделанными из золота и бриллиантов. Диск обрамлён шестью открытыми орнаментами, выполненными в виде больших двойных петель из золота; между орнаментами частично белые эмалированные, небольшие раковины в форме узоров. Диск стилизован имперской короной Пехлеви, покрытой эмалью разных цветов и обогащенной гранатами и бриллиантами. Орден оснащен булавкой, для ношения на левой стороне груди.
Пояс выполнен из белой шелковой муаровой ленты с темно-синими полосками по краям.
На медалях изображен знак ордена в виде приподнятого рельефа. Ободок включает в себя большую кромку, на которой покоятся семь маленьких, похожих на раковины узоров. Медали увенчаны стилизованной императорской короной Пехлеви, к которой прикреплено простое кольцо. Медали безымянные и одинаковые по внешнему виду, за исключением металла, относящегося к определённому классу.

## Кавалеры ордена

### Первого класса
Иран: Шахназ Пехлеви

 Иран: Шамс Пехлеви

 Иран: Ашраф Пехлеви
 Дания: Правящая королева Дании Маргрете II

 Дания: Шведская принцесса и королева Дании Ингрид Шведская

 Малайзия: Султана Бахия

 Малайзия: Великая Вдовствующая королева Захарах

 Нидерланды: королева Нидерландов Беатрикс I

 Испания: София Греческая (королева Испании)

 Таиланд: Вдова короля Пхумипона Адульядета Сирикит

### Второго класса
Франция: Анне-Эмоне Жискар Д'Эстен, бывшая первая леди Франции (жена Валери Жискар д’Эстена)

 Япония: Юрико, Принцесса Микаса

 Нидерланды: Ирена Нидерландская

 Тунис: Муфида Бургиба, бывшая первая леди Туниса (жена Хабиба Бургиба)

 США: Бетти Форд, бывшая первая леди США (жена Джеральда Форда)